# Шульгинка (річка)
Шульги́нка або Шульга — річка в Україні, ліва притока Айдару. Довжина річки 17 км, площа водозбірного басейну 132км², похил 2,7 м/км.
Свій витік річка бере неподалік села Новоомелькове, потік тече по дні балки Байрак, протікає неподалік села Омелькове де на річці розташоване водосховище, за селом до річки впадає потік з балки Поцілункової. На східній околиці села Шульгинка на річці розташований став, а на західній околиці села річка в падає до Айдару.